# Gnonsiane Niombla
Gnonsiane Niombla (Villeurbanne, 9 de julho de 1990) é uma handebolista profissional francesa, medalhista olímpica.

## Carreira
Gnonsiane Niombla fez parte do elenco medalha de prata na Rio 2016.